# Frederick D. Gregory
Frederick D. Gregory, född 7 januari 1941 är en amerikansk astronaut uttagen i astronautgrupp 8 den 16 januari 1978.

## Rymdfärder
- STS-51-B
- STS-33
- STS-44